# 묘법연화경
《묘법연화경》(妙法蓮華經, 산스크리트어: सद्धर्मपुण्डरीक सूत्र 삿다르마 푼다리카 수트라, 영어: Lotus Sūtra: Sūtra on the White Lotus of the True Dharma, →흰 연꽃과 같은 올바른 가르침) 또는 《법화경》(法華經)은 대승경전의 하나로, 예로부터 모든 경전의 왕으로 생각했으며, 석가모니의 40년 설법을 집약한 경전으로, 법화사상을 담은 천태종(天台宗)의 근본 경전이다.
초기 대승경전(大乘經典) 가운데 가장 중요한 경전이다.
산스크리트어 원본으로는 영국인 호지슨이 네팔에서 발견한 것을 비롯하여 여러 가지 단편(斷片)이 존재한다. 프랑스어와 영어로 번역했으며, 한편 한문, 티베트어, 위구르어, 서하어, 몽골어, 만주어 등으로 번역해서 넓은 지역 여러 민족이 애호한다.
현존하는 3종 한문 번역 가운데 구마라집(鳩摩羅什)이 번역한 《묘법연화경(妙法蓮華經)》(T.0262) 7권(후에 8권이 되었음)이 가장 널리 유포되어 있다.
오늘날 학자는 그 성립을 기원 전후에 신앙심이 강하고 진보적인 신자집단이 서북부 인도에서 《소부》(小部)를 만들었고, 후일 증보했을 것이라고 추정한다.
《묘법연화경》에서 부처는 머나먼 과거로부터 미래 영겁(未來永劫)에 걸쳐 존재하는 초월적인 존재이다. 그가 이 세상에 출현한 것은 모든 인간들이 부처의 깨달음을 열 수 있는 대도(大道, 一乘)를 보이기 위함이며, 그 대도를 실천하는 사람은 누구라도 부처가 될 수 있다는 주장이 경전의 핵심이다. 《법화경》은 모두 28개의 품(品, 장)으로 이루어져 있다. 간혹 《무량의경》, 《불설관보현보살행법경》과 함께, 《법화삼부경》(法華三部經)이라고 지칭하기도 한다.

## 전래 역사
법화경은 동쪽으로 전해지기 전에 유라시아 대륙에서는 널리 유포된 경전이었다. 인도의 산스크리트어 경전이 존재했고, 티베트 불교의 게르크파의 개조가 된 총카파는 자신의 저서 보리도차제대론(菩提道次第大論)에서 죄를 멸하는 방편으로써 법화경을 독경하는 것을 권하고 있다. 네팔에서는 구법경전의 하나로써 다룬다. 중국 천태종에서는 법화경을 가장 중요시하여, 저장 성(浙江省)의 천태산 국청사(天台山国清寺)의 천태대사 지의(智顗)는 쿠마라지바가 번역한 묘법연화경을 소의경전으로 삼고 있다. 400년경 서역에서 중국의 수도 장안으로 온 쿠차 출신의 승려 쿠마라지바가 산스크리트어 경전을 한자로 번역하면서부터 법화경은 중국, 나아가 동아시아 전역으로 퍼져나갔다. 쿠마라지바의 번역에서는 산스크리트어 원전의 진언(真言)이나 인(印)을 생략했는데, 훗날 첨품법화경(添品法華経)에서는 이를 다시 추가시켰다.
법화경은 빠르게 한반도에도 전래되었다. 고구려의 수도(427년 천도 ~ 668년까지)였던 평양의 대성산성(大城山城) 성돌 사이에서 발견된 1천 자 정도의 글자가 남은 묘법연화경이 현재 북한의 조선중앙역사박물관에 소장되어 있다. 《삼국유사》에는 백제의 승려 혜현(惠賢)이 수덕사에서 아침저녁으로 법화경을 독송했다는 기록을 남기고 있고, 신라의 승려 원효는 법화경의 교리를 해설한 《법화경종요》(法華經宗要)를 짓기도 했다.
현재 한국에서 유통되고 있는 《법화경》은 1236년에 간행된 《법화경》과 1467년(세조 13) 간경도감에서 간행된 《법화경》을 제외하고는 거의 대부분이 송나라 계환(戒環)이 1126년(인종 4)에 저술한 《묘법연화경요해》(妙法蓮華經要解) 7권본이다. 《법화경》에 대한 연구 주석서로는 신라 시대 고승들의 저술을 비롯하여 중국 역대 고승들의 저술이 수십 종에 이르고 있다.
이 중 계환의 주해가 우리나라에서 크게 유통된 것은 그 내용이 한국 불교의 흐름과 일치하고 문장이 간결하며 이해가 쉽기 때문이라고 볼 수 있다. 현존 판본을 살펴보면 고려 시대 3종이고, 조선 시대의 것이 117종으로 모두 120종에 이르고 있다. 그리고 현존하고 있는 법화경판은 34종 3,036장이다.
오늘날 학자는 《법화경》을 대승 불교 교단이 소승 불교 교단과 갈라져 나오면서 형성된 경전으로 추정하며, 초기에는 운문의 형태로 암송되어 전래되어 오다가, 후에 서술형 문구와 운문의 형태가 융합된 형태를 띠게 되었으리라 추정한다. 따라서 오늘날 학자는 《법화경》은 《반야경》 이래로 등장한 대승 불교 경전들의 최고 집대성이자 완성된 시기의 경전으로 그 역사적 의미를 부여하고 있다.

## 설법 장소
영취산(靈鷲山 · 鷲栖山)은 석가모니가 《법화경》을 설법한 인도 왕사성 근방에 있는 산이다. 《법화경》을 설법할 때 그 모임을 일러 불교에서는 영산회(靈山會) 또는 영산회상(靈山會上)이라고 하며, 이 모임의 장면을 영산회상도라고 하며, 법당의 후불탱화로 많이 사용된다. 이를 형상화한 전각이 사찰의 영산전(靈山殿)이다.

## 구성 및 내용

### 구성
| 무량의경(無量義經=開經)                    | 무량의경(無量義經=開經) |
| ------------------------------------------ | ----------------------- |
| 덕행품(德行品)                             | 第一                    |
| 설법품(說法品)                             | 第二                    |
| 십공덕품(十功德品)                         | 第三                    |
| 적문(迹門)                                 | 14品                    |
| 서품(序品)                                 | 第一                    |
| 방편품(方便品)                             | 第二                    |
| 비유품(譬喩品)                             | 第三                    |
| 신해품(信解品)                             | 第四                    |
| 약초유품(藥草喩品)                         | 第五                    |
| 수기품(授記品)                             | 第六                    |
| 화성유품(化城喩品)                         | 第七                    |
| 오백제자수기품(五百弟子受記品)             | 第八                    |
| 수학무학인기품(數學無學人記品)             | 第九                    |
| 법사품(法師品)                             | 第十                    |
| 견보탑품(見寶塔品)                         | 第十一                  |
| 제바달다품(提婆達多品)                     | 第十二                  |
| 권지품(勸持品)                             | 第十三                  |
| 안락행품(安樂行品)                         | 第十四                  |
| 본문(本門)                                 | 14品                    |
| 종지용출품(從地涌出品)                     | 第十五                  |
| 여래수량품(如來壽量品)                     | 第十六                  |
| 분별공덕품(分別功德品)                     | 第十七                  |
| 수희공덕품(隨喜功德品)                     | 第十八                  |
| 법사공덕품(法師功德品)                     | 第十九                  |
| 상불경보살품(常不經普薩品)                 | 第二十                  |
| 여래신력품(如來神力品)                     | 第二十一                |
| 촉루품(囑累品)                             | 第二十二                |
| 약왕보살본사품(藥王普薩本事品)             | 第二十三                |
| 묘음보살품(妙音菩薩品)                     | 第二十四                |
| 관세음보살보문품(觀世音菩薩普門品)         | 第二十五                |
| 다라니품(陀羅尼品)                         | 第二十六                |
| 묘장엄왕본사품(妙莊嚴王本事品)             | 第二十七                |
| 보현보살권발품(普賢菩薩勸發品)             | 第二十八                |
| 불설관보현보살행법경(佛說觀普賢普薩行法經) |                         |

### 법화칠비
《법화경》에는 부처가 되기 위한 길로 7가지의 비유를 들어 설해 놓은 것이 있다. 이를 법화칠비(法華七譬) 또는 법화칠유(法華七喩)라 한다.
1. 삼거화택(三車火宅)의 비유(火宅喩)
2. 장자궁자(長者窮子)의 비유(窮子喩)
3. 삼초이목(三草二木)의 비유(藥草喩)
4. 화성보처(化城寶處)의 비유(化城喩)
5. 계중명주(契中明珠)의 비유(契珠喩)
6. 빈인계주(貧人繫珠)의 비유(衣珠喩)
7. 양의병자(良醫病子)의 비유(醫子喩)

## 지정 문화재

### 국보 제185호
《상지은니묘법연화경》(橡紙銀泥妙法蓮華經)은 《묘법연화경》 전 7권을 고려 공민왕 22년(1373)에 은색 글씨로 정성들여 옮겨 쓴 불경이다. 봉상대부 지옥주사 허사청이 발원하여 영암 도갑사에 봉안되어 있던 책이며, 지금은 국립중앙박물관 소장이다.

### 보물 제961-2호
‘묘법연화경 권4~7(妙法蓮華經卷四~七)’은 불교의 대표적인 대승경전으로 조선 태종 5년(1405)에 전라도 도솔산 안심사(安心社)에서 성달생(成達生, 1376~1444년)과 성개(成槪, ?~1440) 형제가 필사한 것을 새긴 목판본 전 7권 가운데 권4~7의 1책이다.
권수 변상도(變相圖)의 왼편에 정씨(鄭氏)가 죽은 남편 왕씨(王氏)의 초생정토(超生淨土)를 기원하기 위하여 화공(畵工)을 시켜 그림을 그리고, 판각하여 유통시킨다는 조성경위를 밝히고 있다. 권말에는 간행사실을 밝히는 권근(權近, 1352~1409년)의 발문을 갖추고 있어 조선 초기의 불경 간행 방식을 알 수 있는 등 서지학과 불경 연구에 중요한 자료로 평가된다.

### 보물 제1147-2호
이 책은 1470년(성종 원년) 4월에 세조의 왕비인 정희대왕대비가 발원하여 돌아가신 세조, 예종, 의경왕의 명복을 빌기 위해 간행한 묘법연화경 7권 가운데 권 1∼2이다. 이 책은 권돈일, 고말종, 장막동, 우인수, 최금동, 이영산, 최덕산 등 당대의 일류 각수(刻手)들에 의해 이루어져 새김이 매우 정교하다. 우리나라에서 유통된 법화경은 대부분 계환의 해석이 붙어 있는 것을 사용하였는데, 이때 새긴 법화경은 천도의식용으로 사용하기 위해 원문만 새긴 것이다. 이와 같은 판본으로 기 지정되어 있는 <묘법연화경 권 제3~4, 5~7> 중 권7 말 김수온 발문에 간행동기 및 간행시기가 밝혀져 있어 왕실불교관련 및 서지학적인 가치가 매우 높은 자료이다.

### 보물 제1164-2호
‘묘법연화경 권3~4, 5~7(妙法蓮華經卷三～四, 五～七)’은 조선 전기 왕실에서 주도하여 간행한 불경으로, 김수온(金守溫, 1410~1481년)의 발문에 간행 시기와 연유가 분명하게 남아 있고, 보존상태도 원래의 표지만 결락되었을 뿐 온전하다. 또한 장막동(張莫同), 최금동(崔今同), 고말종(高末終), 이영산(李永山) 등 일류 각수(刻手)들이 참여하여 판각이 정교하고, 정밀하게 인출하여 먹색이 진하고 고르다. 한 책(권5~7)의 서배(書背)에는 비단이 남아 있는 것으로 보아 본래 비단 표지의 포배장
이었을 것으로 추정된다.
묘법연화경은 구마라집(姚秦, 344~413년)이 한역한 불교경전으로 ‘법화경’이라 약칭하기도 하는데, 초기 대승경전 중에서도 가장 중요한 불교경전이다. 천태종의 근본경전으로 한국에서는 일찍부터 불교전문강원의 과목으로 채택되었고 화엄경과 함께 한국 불교사상을 확립하는 데 가장 크게 영향을 미쳤다.
보문사 소장의 묘법연화경은 글자의 깨짐과 계선의 마멸상태로 보아 초인본은 아니고, 성종연간(1470~1494년)에 간행된 후인본으로 보인다. 동일한 판본으로는 보존상태가 온전하고, 인쇄상태와 지질도 뛰어나므로 자료로서의 가치는 높다고 판단된다.

### 보물 제1194호
통도사성보박물관 소장 보물 제1194호 《묘법연화경 권2》은 닥종이에 찍은 목판본으로 병풍처럼 펼쳐서 볼 수 있는 형태로 되어있으며, 접었을 때의 크기는 세로 33cm, 가로 10.9cm이다.
간행기록이 없어 정확한 연대는 알 수 없지만『대불정여래밀인수증요의제보살만행수능엄경』권 제9∼10(보물 제1195호)과 글씨체가 같은 것으로 보아 조선 초기에 찍어낸 것으로 보인다.

### 보물 제1196호
통도사성보박물관 소장 보물 제1196호《묘법연화경》은 권1에서 권7에 해당하는 책으로 세조 1년(1456)에 동궁(東宮)의 빈(嬪)인 한씨가 좌의정 한확의 부인 홍씨의 명복을 빌기 위해서 간행한 것이다. 닥종이에 찍은 목판본으로 권1에서 권7의 내용을 3책으로 엮었으며 각 권의 크기는 세로 30cm, 가로 17.6cm이다.
표지의 일부가 약간 훼손되었을 뿐 비교적 상태가 양호한 완전본이다. 제목은 붉은 바탕 위에 금색 글씨로 썼으며, 각 권의 첫머리에는 불경의 내용을 요약하여 그린 변상도(變相圖)가 있다.
판에 새긴 후 처음 찍어낸 책은 아니지만, 권1에서 권7까지 완전하게 전해진다는 점에서 귀중한 자료이다.

### 보물 제1306-1호
직지사 성보박물관 소장 《묘법연화경》은 양촌(陽村) 권근(權近)의 발문(跋文)에 의하면, 조계종의 대선(大選), 신희(信希) 등이 기로(耆老)들을 위해 보기에 편리하도록 중자(中字)로 간행하기를 원했는데 성달생(成達生)·성개(成槪) 형제가 상중(喪中)에 이를 듣고 선군(先君)의 추복(追福)을 위해 필사(筆寫)한 것을 도인(道人) 신문(信文)이 전라도(全羅道) 운제현(雲梯縣) 도솔산(兜率山) 안심사(安心社)에 갖고 가서 조선 태종 5년(1405)에 간행(刊行)한 것이다. 2001년 1월 2일 대한민국의 보물 제1306호로 지정되었다가, 2019년 3월 6일 제1306-1호로 문화재 지정번호가 변경되었다.

### 부산광역시 유형문화재 제116호
취정사 소장 《묘법연화경》은 조선시대 명필가인 성달생(成達生, 1376~1444)과 성개(成槪, ?~1440) 형제가 선친의 명복을 기원할 목적으로 정서(精書)한 《법화경》을 판하본(板下本)으로 하여, 1405년(태종 5)에 전라도 도솔산 안심사(安心寺)에서 도인 신문(道人信文)이 주관하여 목판으로 새긴 것을 조선 전기에 후인(後印)한 것이다. 전체 7권3책 중 권1, 2와 권3, 4의 4권 2책만 남아 있는 결본이다.

## 같이 보기
- 감지금니묘법연화경
- 감지은니묘법연화경
- 상지은니묘법연화경

## 참고 문헌
- 이 문서에는 다음커뮤니케이션(현 카카오)에서 GFDL 또는 CC-SA 라이선스로 배포한 글로벌 세계대백과사전의 "종교·철학 > 세계의 종교 > 불교 > 불교의 성전 > 법화경" 항목을 기초로 작성된 글이 포함되어 있습니다.